# Czarna Madonna (album)
Czarna Madonna – drugi album studyjny polskiego zespołu muzycznego Ørganek. Wydawnictwo ukazało się 4 listopada 2016 roku nakładem wytwórni muzycznej Mystic Production.
Promował go singel pt. „Mississippi w ogniu”. Z kolei w wydanym w lutym 2017 roku teledysku do tytułowego utworu „Czarna Madonna”, wyreżyserowanym przez Jerzego Skolimowskiego, wystąpiła Kora.
Album dotarł do 3. miejsca polskiej listy przebojów – OLiS. Wydawnictwo uzyskało status platynowej płyty, przekraczając liczbę 30 tysięcy sprzedanych kopii.
W marcu 2017 roku wydawnictwo uzyskało nominację do nagrody polskiego przemysłu fonograficznego Fryderyka w kategorii: Album roku rock, Utwór roku i Teledysk roku (za „Mississippi w ogniu”). Ostatecznie zespół wygrał w dwóch pierwszych kategoriach.
29 marca 2019 roku ukazała się dwupłytowa edycja specjalna tego albumu wzbogacona o pięć nowych utworów. Dwie spośród tych kompozycji to utwory do tekstów Edwarda Stachury: „Jestem niczyj” oraz „Wędrówką życie jest człowieka”. Innym znanym publiczności nagraniem jest „Ta nasza młodość” (autorstwa Zygmunta Koniecznego i Tadeusza Śliwiaka). Każdy z tych utworów został stworzony na specjalną okazję we wczesnym etapie działalności zespołu Organek. Utwory te zostały dobrze przyjęte przez słuchaczy i stały się istotną częścią repertuaru koncertowego. Album zawiera też dwie zupełnie premierowe kompozycje zespołu. Utwór „Mississippi w ogniu” w 2018 roku w 11. Polskim Topie Wszech Czasów Radiowej Trójki zadebiutował na 76. miejscu.

## Lista
Opracowano na podstawie materiału źródłowego.
| Nr  | Tytuł utworu                                 | Długość |
| --- | -------------------------------------------- | ------- |
| 1.  | „Introdukcja”                                | 3:48    |
| 2.  | „Rilke”                                      | 4:11    |
| 3.  | „Mississippi w Ogniu”                        | 4:46    |
| 4.  | „Get It Right”                               | 2:44    |
| 5.  | „Son of a Gun”                               | 2:39    |
| 6.  | „Wiosna”                                     | 3:22    |
| 7.  | „Hkdk”                                       | 2:25    |
| 8.  | „Ki Czort” (gościnnie: Adam „Nergal” Darski) | 3:25    |
| 9.  | „Ultimo”                                     | 4:19    |
| 10. | „Psychopomp”                                 | 4:12    |
| 11. | „Czarna Madonna”                             | 6:48    |
| 12. | „Warszawa, 17:11” (11 Minut Soundtrack)      | 3:28    |
|     |                                              | 46:07   |

### Edycja specjalna
CD1
| Nr  | Tytuł utworu                                 | Długość |
| --- | -------------------------------------------- | ------- |
| 1.  | „Introdukcja”                                | 3:48    |
| 2.  | „Rilke”                                      | 4:11    |
| 3.  | „Mississippi w Ogniu”                        | 4:46    |
| 4.  | „Get It Right”                               | 2:44    |
| 5.  | „Son of a Gun”                               | 2:39    |
| 6.  | „Wiosna”                                     | 3:22    |
| 7.  | „Hkdk”                                       | 2:25    |
| 8.  | „Ki Czort” (gościnnie: Adam „Nergal” Darski) | 3:25    |
| 9.  | „Ultimo”                                     | 4:19    |
| 10. | „Psychopomp”                                 | 4:12    |
| 11. | „Czarna Madonna”                             | 6:48    |
| 12. | „Warszawa, 17:11” (11 Minut Soundtrack)      | 3:28    |
|     |                                              | 46:07   |

CD2
| Nr | Tytuł utworu                     | Długość |
| -- | -------------------------------- | ------- |
| 1. | „Right on Time”                  | 4:20    |
| 2. | „Jestem niczyj”                  | 3:31    |
| 3. | „Wędrówką jest życie człowieka”  | 3:23    |
| 4. | „Niemiłość”                      | 4:45    |
| 5. | „Ta nasza młodość (nowa wersja)” | 4:06    |
|    |                                  | 20:05   |

## Certyfikat
| Polska (ZPAV) | Tytułem        | Certyfikat      | Sprzedaż |
| ------------- | -------------- | --------------- | -------- |
| Polska (ZPAV) | Czarna Madonna | platynowa płyta | 30 000+  |